# Хлюстино (Дубровенский район)
Хлюстино (бел. Хлю́сціна) — деревня в Дубровенском районе Витебской области Республики Беларусь. В составе Пироговского сельсовета. Расположена железнодорожная станция Хлюстино.

## География
Расположена в 2 км к югу от международной автомагистрали Брест-Смоленск в пределах Беларуси — магистраль М1.  
Является станцией на железнодорожной линии Орша-Смоленск — железнодорожная станция Хлюстино Оршанской дистанции пути Минского отделения Белорусской железной дороги. 
Соединена с районным центром Дубровно автодорогой Н-2705, расстояние до Дубровно около 10 км.
Ближайшие населённые пункты Андрияново, Макаровка и др.

## История

### В составеРоссийской империи
С 16 ноября 1871 года началось движение на Московско-Брестской железной дороге. Станция основана на пересечении железной дороги Орша-Смоленск и ответвления от этой железной дороги до Ореховска. Железная дорога построена на земле Николая Хлюстина собственника имения Болеславлево (Зверинец) на речке Выдрица. Станцию назвали в честь Николая Хлюстина.

### В настоящее время
Под немецкой оккупацией с середины июля 1941 по 26 июня 1944 года. С октября 1943 года в зоне боевых действий.

## Население

### Численность
- 2009 год — 11 человек

### Динамика
- 1995 год — 18 дворов, 33 жителей
- 1999 год — 24 жителя (перепись населения)
- 2009 год — 11 человек (перепись населения)[3]

## Улицы
- Оршанская